# Règne social de Jésus-Christ
Le règne social de Jésus-Christ ou règne social du Christ est une doctrine politique revendiquée dans certains milieux catholiques intégristes depuis la deuxième moitié du XIXe siècle, correspondant à l'aspiration à une société — et non des individus à titre personnel — tout entière régie par la loi naturelle et la loi divine.
Cet idéal, inspiré par la structure sociétale « organiciste » de l'Ancien Régime, fut élevé au rang de Magistère de l'Église par le pape Pie XI. Il est associé à la dévotion au Sacré-Cœur de Jésus et s'oppose aux idées de laïcité, du libéralisme politique et de souveraineté populaire.
En France, cette pensée a été défendue par l'archevêque traditionaliste Marcel Lefebvre, parfois appuyé par certaines fractions de l'Action française et de Civitas,.
En Espagne, il constitue l'un des grands principes théoriques du carlisme et du traditionalisme.